# Haploniscus polaris
Haploniscus polaris är en kräftdjursart som beskrevs av Menzies1962. Haploniscus polaris ingår i släktet Haploniscus och familjen Haploniscidae. Inga underarter finns listade i Catalogue of Life.